# Narsaq
Narsaq ("Sletten") beliggende i Kujalleq Kommune i den sydlige del af Grønland. Byen har ca 1300 indbyggere og er dermed den niendestørste by i Grønland.
Byen ligger på en halvø adskilt af sundene mellem Tunulliarfik (Dansk: Eriksfjord) og Ikersuaq (skandinavisk: Breidafjord) på positionen ca. 61°N. Ordet Narsaq kan fra grønlandsk oversættes til ”sletten”, og byen breder sig da også ud over et stort, fladt område, der brat afløses af høje fjelde. Byen har givet navn til den tidligere Narsaq Kommune.
På sygehuset i Narsaq er der en sygeplejerske og der er 7 sengepladser.

## Historie
Fra 985 til ind i 1400-tallet havde området en ret stor befolkning af nordboere; nogle af nordboernes vigtigste gårde lå i kommunen, det gælder bl.a. Erik den Rødes Brattahlid (det nuværende Qassiarsuk) og bispegården Gardar (det nuværende Igaliku). Blot tre km nord for Narsaq ligger ruinerne af nordboernes Dyrnes, og umiddelbart vest for byen ligger den såkaldte Landnamsgård fra omkring år 1000, og dermed en af de ældste daterede nordboruiner.
Simiutak nær Narsaq var under 2.verdenskrig en del af de amerikanske forsvarsanlæg i Grønland under navnet Bluie West Three.
Narsaq opnåede status som by i 1959, men den blev oprindeligt anlagt som handelsstation under navnet Nordprøven i 1830, et udliggersted under Kolonien Julianehåb, det nuværende Qaqortoq.
Mineralen tuperssuatsiait blev i 1984 fundet ved kystafsnittet Tupersuatsiaat i bugten 12 km vest for Narsaq og navngivet med den gamle stavemåde.
Byen var indtil 1. januar 2009 hovedby i Narsaq Kommune.

## Erhverv
Hovederhvervet i Narsaq er fiskeri. Der fiskes især rejer og krabber. Rejerne sælges til Royal Greenlands fabrik i Narsaq, hvor de forarbejdes og eksporteres, især til Europa og især på det danske marked.
Fåreavl er ligeledes et bærende erhverv. Området omkring Narsaq er frodigt og har en høj biodiversitet, der især består af aromatiske urter, proteinrige urter og lokale bestande af naturlige græsser. Oven i de klimatiske og geologiske forhold, giver artsrigdommen den kendte velsmag
af kød fra Narsaqs fåreavl.
Inden for kommunens grænser er der 25 fåreholdersteder, typisk bestående af en eller to familier, der huser 31 af Grønlands 53 besætninger af får. På fåreholderstederne produceres lam, fortrinsvis til hjemmemarkedet, der slagtes på Grønlands eneste slagteri, Neqi A/S i Narsaq, der er datterselskab af Arctic Green Food A/S. Fåreavlernes opdyrkede arealer omfatter bl.a. nordboernes gamle marker i Østerbygden, og i området findes mange ruiner efter nordboerne, bl.a. ved fåreholderstederne Nunataaq, Tasiusaq og Sillisit.
Et tredje stort erhverv i området er turisme. Narsaq by er udgangspunktet for mange traditionelle aktiviteter og udflugter, da byen ligger tæt ved indlandsisen, der hurtigt og risikofrit kan nås pr. båd. Det samme gælder dalene og baglandet, der er et Eldorado for vandrere, lystfiskere, og interesserede i geologi. I området er der gode fiskemuligheder, lige som der findes mange sjældne sten og mineraler.
I Narsaq blev Grønlands første bryggeri, Greenland Brewhouse anlagt, som bryggede øl på gletcheris og nordiske bygsorter. Bryggeriet måtte dog dreje nøglen om i 2008. Det daværende bryggeri var ledet af Gerhardt Petersen og fhv. borgmester i Kommune Kujalleq Jørgen Wæver Johansen. Der er et fungerende bryggeri - Qajaq Beer - i byen, som har overtaget faciliteterne efter Greenland Brewhouse.